# Stokkum (Overijssel)
Pour les articles homonymes, voir Stokkum.
Stokkum est un hameau situé dans la commune néerlandaise de Hof van Twente, dans la province d'Overijssel. Le 1er janvier 2006, le hameau comptait 730 habitants.